# Vermoeden van Catalan
Het vermoeden van Catalan (nu soms aangeduid als de stelling van Mihăilescu) is een stelling in de  getaltheorie, die in 1844 als vermoeden werd opgesteld door de Belgische wiskundige Eugène Catalan en in 2002 werd bewezen door de Roemeense wiskundige Preda Mihăilescu.
Het vermoeden gaat over twee machten van natuurlijke getallen, zoals {\displaystyle 2^{3}} en {\displaystyle 3^{2}} waarvan de respectievelijke waarden 8 en 9 opeenvolgende gehele getallen zijn. Het vermoeden is dat dit het enige geval van twee opeenvolgende machten is. Dat wil zeggen, dat de enige oplossing in de natuurlijke getallen van
{\displaystyle x^{a}-y^{b}=1}
met {\displaystyle x,y,a,b>1} is {\displaystyle x=3,a=2,y=2} en {\displaystyle b=3}.

## Geschiedenis
Al voor Catalan hield men zich bezig met verwante problemen. Omstreeks 1320 bewees Levi ben Gershon dat de enige machten van 2 en van 3 die een verschil van 1 hebben,  8 en 9 zijn.
Leonhard Euler (1707-1783) toonde aan dat de vergelijking {\displaystyle a^{2}-b^{3}=1} voor gehele {\displaystyle a} en {\displaystyle b}, alleen de oplossing {\displaystyle a=3} en {\displaystyle b=2} heeft.
Het vermoeden van Catalan werd in 1844 gepubliceerd in het Journal für die reine und angewandte Mathematik als ingezonden brief.
In april 2002 lukte het Preda Mihăilescu, die toentertijd werkzaam was aan  de universiteit van Paderborn, eindelijk het bewijs van het vermoeden van Catalan te geven, waardoor het de status van wiskundige stelling kreeg.